# Cavan-Monaghan
Cavan-Monaghan (do 2007: Cavan-Millbrook-North Monaghan) – kanton w Kanadzie, w prowincji Ontario, w hrabstwie Peterborough.
Powierzchnia Cavan-Monaghan wynosi 306,13 km². Według danych spisu powszechnego z roku 2011 Cavan-Monaghan liczyło 8601 mieszkańców.

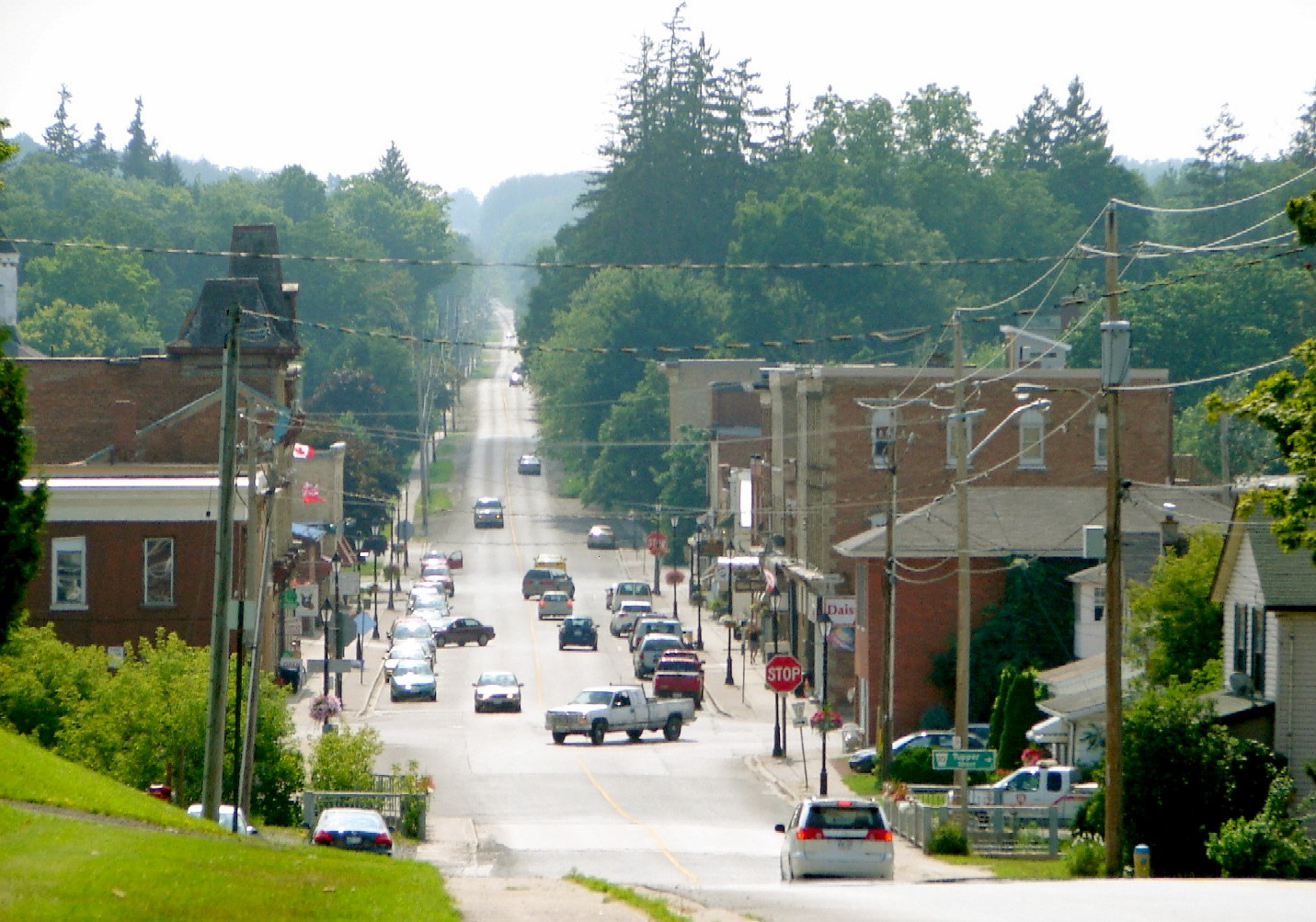
Millbrook
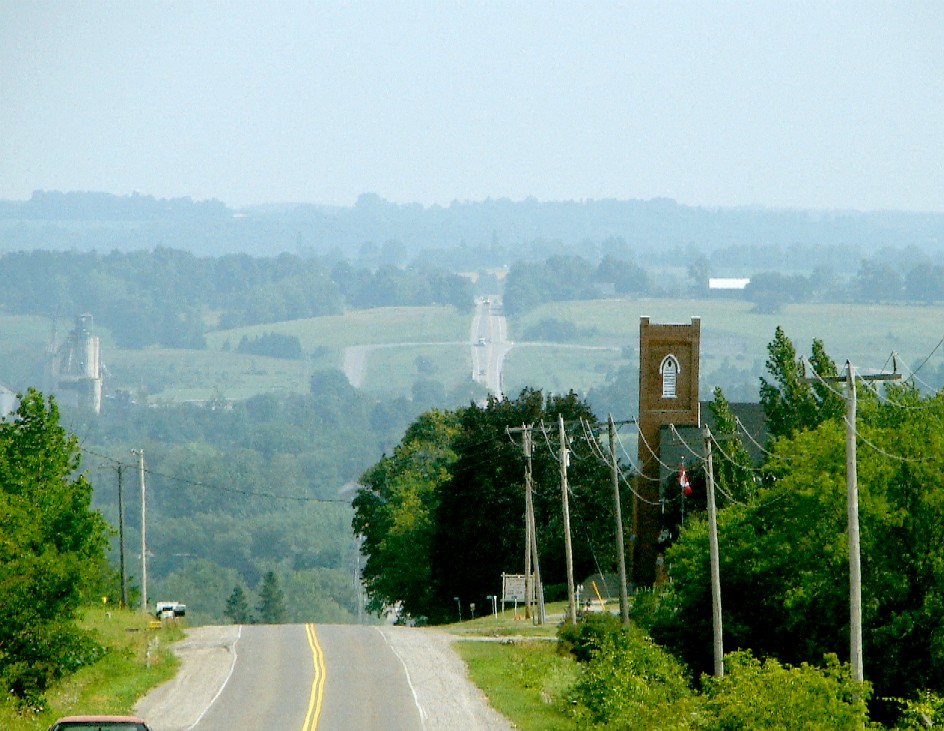
Ida